# 番子寮 (南投縣鹿谷鄉)
番子寮，原寫為蕃仔藔，是台灣南投縣鹿谷鄉的一個傳統地域名稱，位於該鄉東北部。相較於今日行政區，其範圍大致為瑞田村不含西北端，以及水里鄉玉峰村西北部凸出部分。

## 歷史
台灣清治末期至日治初期，番子寮地區為一街庄，稱為「蕃仔藔庄」，隸屬於沙連堡。該庄北隔濁水溪與集集街、柴橋頭庄為界，東與龜仔頭庄為鄰，南邊及西邊為大坵園庄。
1901年（日治明治三十四年）11月，全台廢縣廳改設二十廳，該庄隸屬於斗六廳。1903年（明治三十六年）6月，該庄編入「羗仔藔區」，隸屬於南投廳。1909年（明治四十二年）10月，合併二十廳為十二廳，羗仔藔區改隸屬於南投廳。1920年（大正九年），全台地方制度大改正，廢十二廳改設五州二廳，該庄改制並雅化為「番子寮」大字，隸屬於臺中州竹山郡鹿谷庄。
戰後鹿谷庄改制為鹿谷鄉，隸屬於臺中縣，大字亦改制為村。1950年10月，中、彰、投分治，鹿谷鄉改隸屬南投縣。

## 聚落
本地區發展較早的聚落有蕃仔藔、九藔等，在日治期初期的官方地圖上已有記載。此外，本地區尚有下崁、溪埔仔、瑞田、石牌、白葉林、墘坑頭、乾墘仔、凸鼻仔等聚落。

## 交通
縣道139號（仁愛路）是彰化至鹿谷初鄉的道路，大致以北北東—南南西走向轉北北西—南南東走向再轉西北西—東南東走向再轉北微東—南微西走向再轉東北—西南走向經過番子寮地區西部近邊界地帶北段。由該道路向北北東可前往集集、中寮、南投、芬園與員林／大村／花壇交界地帶、花壇與彰化交界地帶、彰化市區等地；向西南可前往大丘園、坪子頂、初鄉並止於縣道151號路口。
鄉道投58線是石牌至北埔的道路，其西側端點位於本地區西部的縣道139號路口。由此向東轉北北東再轉東北微東再轉東北東，經鄉道投100線路口轉東南再轉東蜿蜒出境，可前往龜子頭、社子地區的水里市區並止於省道台16線路口。
鄉道投100線（產業運輸大道）是竹山交流道至凸鼻子（實際終點在龜子頭）的道路，大致以南微西—北微東走向由本地區西部邊界北側入境後，轉東微南再轉東微北沿濁水溪南岸而行，其後轉東南再轉東北東再繞大彎轉東南，經鄉道投58線路口轉東再轉東北東出境。由該道向南微西繞大彎轉西再轉西北可前往大丘園北部、後埔子北部、社寮北部、香員腳東南端、社寮西南部並止於國道3號竹山交流道連絡道路口；向東北東轉東可前往龜子頭北部及東北部並止於鄉道投58線濁水溪玉峰大橋下。

## 學校
- 瑞田國小